# JNN票決ライブ
JNN票決ライブは、JNN（TBS系列）の選挙特別番組。
当項では1996年まで放送された選挙特番について述べる。

## 出演者
- キャスター：筑紫哲也、田丸美寿々、杉尾秀哉

## 過去に放送されたTBSの選挙特番
- JNN開票速報（1971年参院選）　司会者：古谷綱正
- JNN選挙速報（1972年衆院選）　司会者：古谷綱正・新堀俊明
- 参院選開票速報（1974年参院選）　司会者：古谷綱正・新堀俊明
- 衆院選開票速報（1976年衆院選）　司会者：古谷綱正・入江徳郎・新堀俊明・藤林英雄
- 参議院選開票特別番組「参院選'77」（1977年参院選）　司会者：古谷綱正・藤林英雄・奈良陽
- 衆院選開票特別番組「総選挙'79」（1979年衆院選）　司会者：古谷綱正
- 選挙開票特別番組「選挙・選挙'80」（1980年衆院選・参院選）　司会者：鈴木治彦
- 参議院選開票特別番組「JNN参院選'83」（1983年参院選）
- 衆院選開票特別番組「JNN衆院選'83」（1983年衆院選）
- 選挙開票特別番組「選挙・選挙'86」（1986年衆院選・参院選）
- 参議院選開票特別番組「票決'89」（1989年参院選）
- 衆院選開票特別番組「筑紫哲也のどーなるニッポン世紀末決戦'90」（1990年衆院選）
- 参議院選開票特別番組「巨泉[1]・筑紫の報道スクープ選挙版'92」（1992年参院選）
- 衆院選開票特別番組「筑紫哲也の選挙'93」（1993年衆院選）
- 参議院選開票特別番組「選挙スタジアム'95」 （1995年参院選）司会者：三雲孝江[2]・杉尾秀哉・田丸美寿々
- 衆院選開票特別番組「総選挙ライブネット'96」（1996年衆院選）司会者：三雲孝江・杉尾秀哉・田丸美寿々・筑紫哲也（解説）・佐古忠彦

他局の開票特番では夕方のニュースに見られるワイドショーのような演出が多い中で、民放では唯一選挙特番らしい番組といえる。
かつては、民間委託の通信員を各開票所に派遣、各候補の得票状況をプッシュホンで報告させ、コンピューターでまとめる集計をしていた。しかし、1996年実施の衆議院総選挙から「小選挙区比例代表並立制」が導入され、作業の長時間化による通信員の負担（開票開始から開票完了報告までが活動時間）が増加することが見込まれたために、この手法は廃止された。
93年と95年は『THEプレゼンター』扱いはされない。